# JR貨物U19B形コンテナ

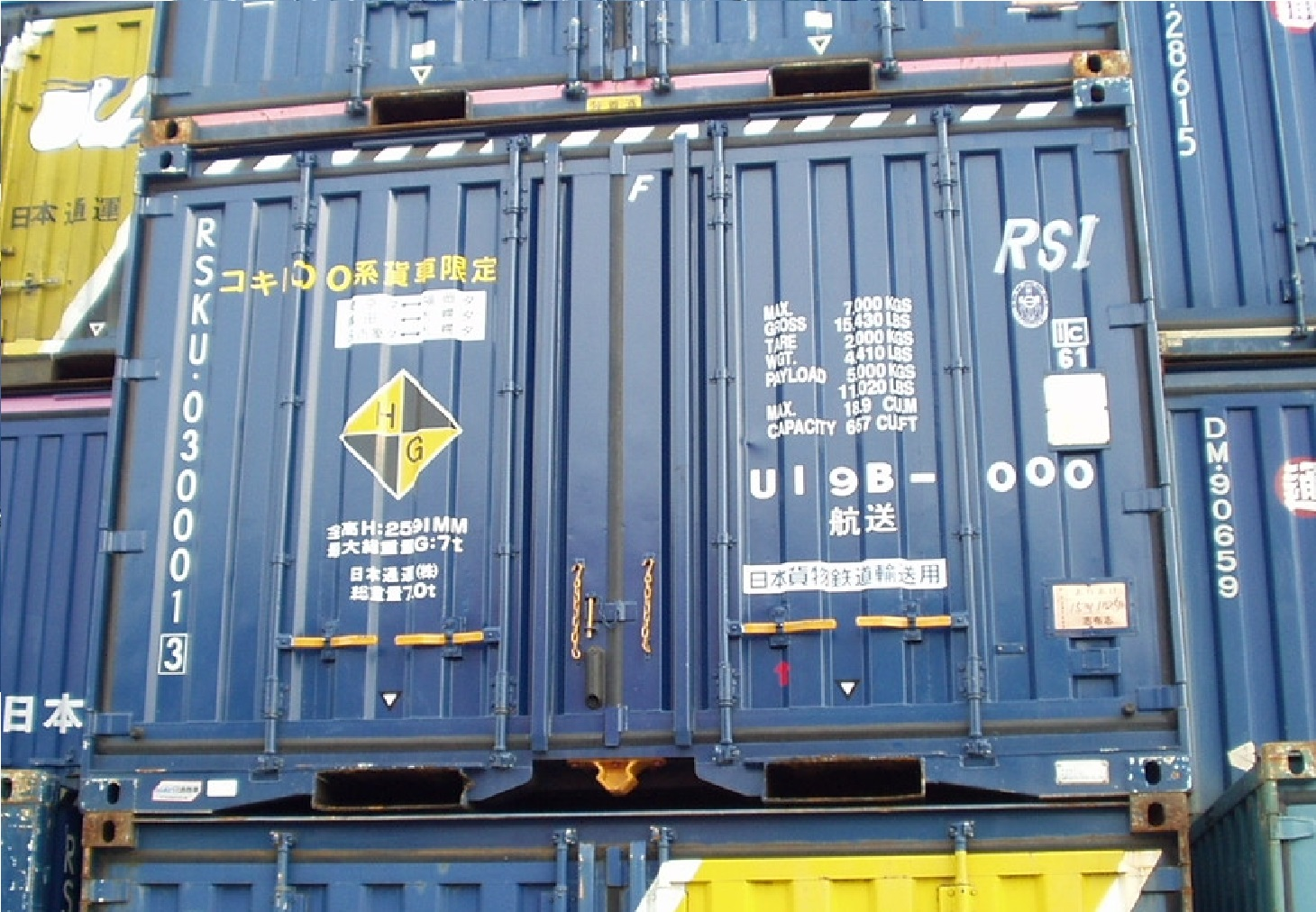
日通の12ft形、鉄道と内航船兼用コンテナ。
東京／有明埠頭にて、2004年1月1日撮影。

U19B形コンテナ（U19Bがたコンテナ）は、日本貨物鉄道（JR貨物）輸送用として籍を編入している12 ft私有コンテナ（有蓋コンテナ）である。

形式の数字部位 「 19 」は、コンテナの容積を元に決定される。このコンテナ容積19 m3の算出は、厳密には端数を四捨五入計算のために、内容積18.5 m3 - 19.4 m3の間に属するコンテナが対象となる
。また形式末尾のアルファベット一桁部位 「 B 」は、コンテナの使用用途（主たる目的または、構造）が 「 航送 」を表す記号として付与されている。。

## 番台毎の概要

### 0番台
000
日本通運(日通)所有。積み込み口の開閉ドアは、両側対二方向仕様で作業効率に優れている。当コンテナは、諸外国への運用も考慮されているのでメインとなる片面の (F) 表記ドア側には、海上コンテナ同様に世界仕様の各種規格や、承認事項が表示されている。またいわゆる、背高コンテナ仕様となるため、注意喚起のゼブラテープが、コンテナ最上部四面に記載されている。全高2,591mm（規格外・ハローマーク = H表記）、最大総重量7.0 t（規格外・ハローマーク = G表記）。

## 特記事項
試作品のために仮登録的な 「 000 」と言う特異な番号で登録されており、また続番は積荷需要情勢や輸送効率等の事情により追加登録は無く、当コンテナのみの登録にとどまっている。